# Latcho Drom
Latcho Drom (în franceză: Bonne route...) este un film francez regizat și scris de Tony Gatlif, care descrie călătoria romilor din nord-vestul Indiei până în Spania, mesajul fiind redat aproape exclusiv prin muzică. Filmul a fost proiectat în cadrul secțiunii Un Certain Regard a Festivalului Internațional de Film de la Cannes, ediția din 1993.

## Rezumat

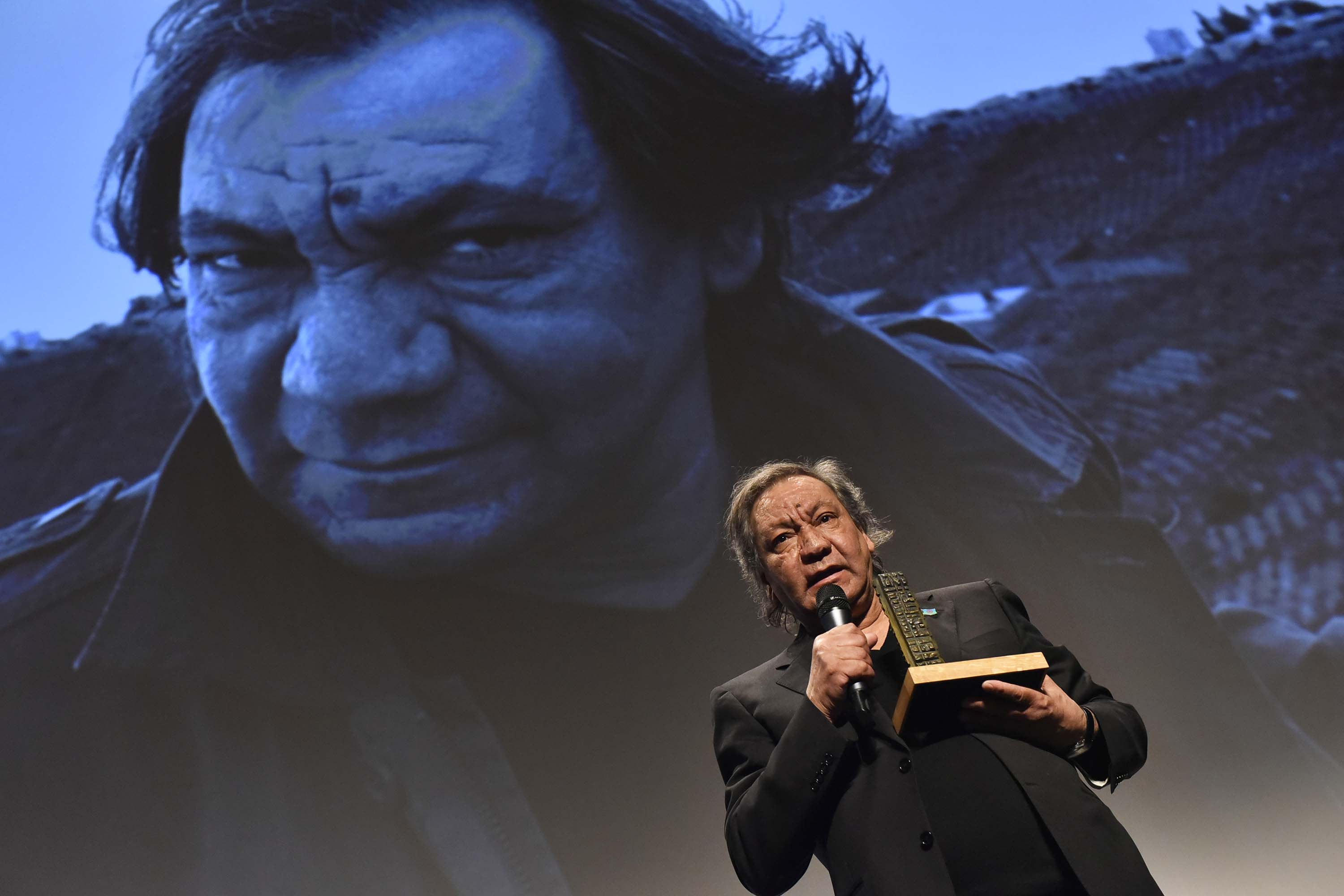
Tony Gatlif, regizor și scenarist al filmului

Dialogurile sunt reduse la minim în film, doar atât cât să nu se piardă mesajul esențial din cântece sau conversații. Acțiunea începe în deșertul Thar din nordul Indiei și se încheie în Spania, trecând prin Egipt, Turcia, România, Ungaria, Slovacia și Franța. Toți romii înfățișați în film sunt membri autentici ai comunității rome.
În India, oamenii din tribul Kalbelia se adună pentru o sărbătoare. În Egipt, oamenii Ghawazi cântă și dansează, iar copiii din jur îi privesc și deprind astfel tradițiile artistice. Romii din Turcia vând flori și cântă prin cafenele, în timp ce și aici copiii privesc și învață. În România, un băiat ascultă pe drumul spre casă cântecele romilor despre regimul opresiv al lui Nicolae Ceaușescu, iar când ajung cu toții în sat, aceiași muzicanți pornesc o petrecere semi-spontană cu râsete și dansuri. Filmul ne poartă apoi în Ungaria, cu trenul în care un grup de romi cântă despre cum îi resping ceilalți oameni din jur. În gară, familia lor îi așteaptă în jurul unui foc la care se încălzesc și cântă, în timp ce pe o bancă stau o femeie maghiară și copilul ei. Acesta, când vede că mama sa e tristă și că îi e frig, fuge spre romi, care îndată o înveselesc pe mama lui, apoi sosește trenul, se reîntâlnesc cu rudele lor și pleacă toți spre casă cântând. În continuare, trenul trece prin Slovacia, unde o bătrână cântă despre Auschwitz când trec pe lângă un gard de sârmă ghimpată, iar lumina cade pe brațul ei cu tatuajul din lagărul de concentrare. În Franța, romii își întind tabăra din căruțe și rulote pe timp de vară, apoi își văd de treaba lor, împletesc coșuri și alte obiecte artizanale înainte de a fi alungați de proprietarii terenului. Ei pleacă, dar lasă în urma lor indicii pentru colegul lor muzician rom, Tchavolo Schmitt, ca să-i găsească. Se întâlnesc cu toții la sărbătoarea din Saintes-Maries-de-la-Mer, la festivalul anual dedicat Sfintei Sara, patroana lor spirituală. Spania este ultima destinație pentru Latcho Drom, cu un dans flamenco al romilor locali. Faimoasa cântăreață romă La Caita cântă un cântec de jale despre secolele de persecuție și imploră la nesfârșit: „De ce mă scuipă gura ta?”, iar vântul poartă departe ecoul întrebării ei fără răspuns.

## Muzica

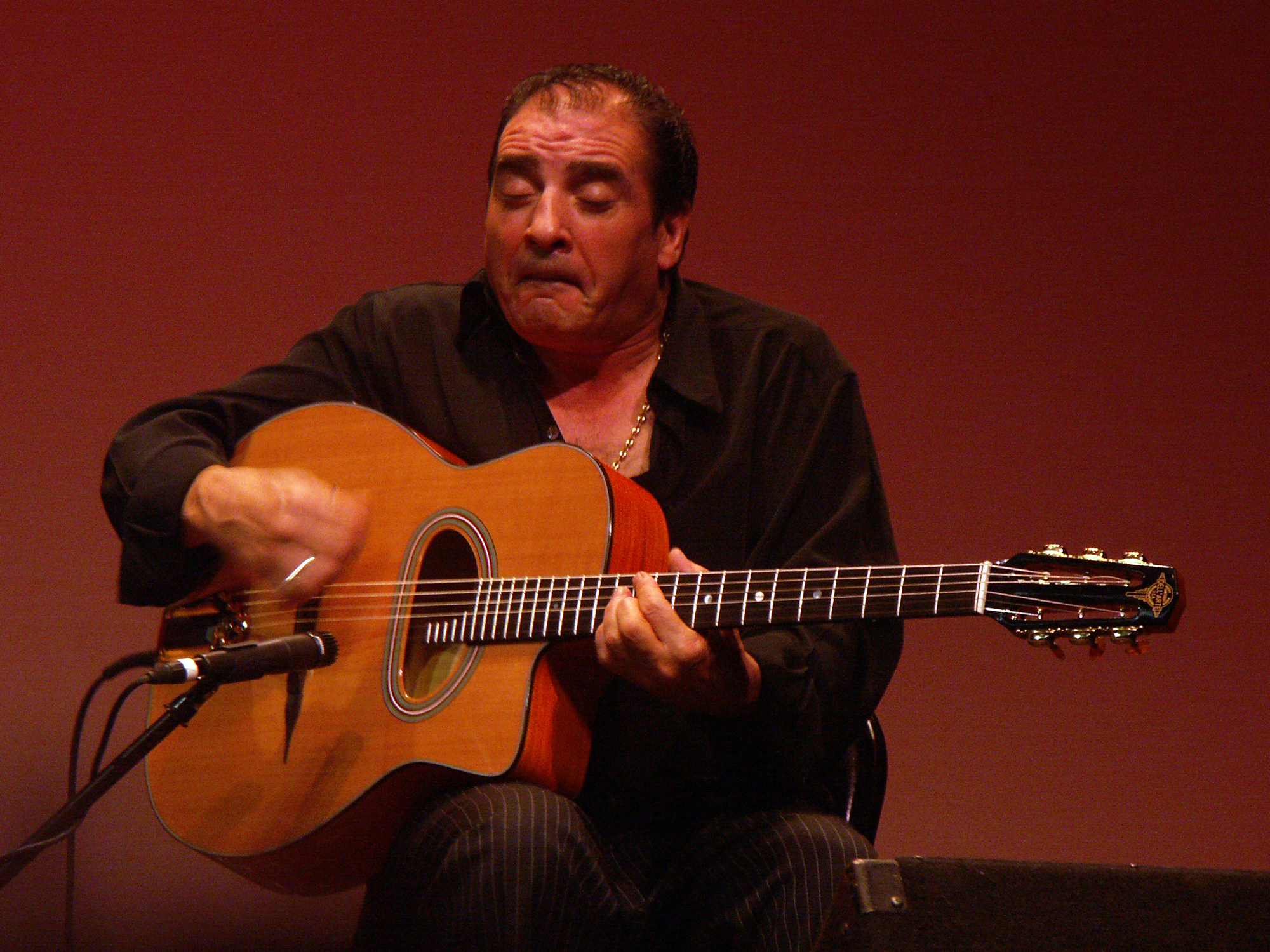
Tchavolo Schmitt

Deși Latcho Drom este, în esență, un film documentar, nu există interviuri, iar dialogurile sunt spontane. Muzica joacă un rol fundamental în structura filmului, transmite emoții și spune povestea romilor. Printre muzicieni se află și Taraful Haiducilor, La Caita, Remedios Amaya și chitaristul gypsy jazz Tchavolo Schmitt. Coloana sonoră a fost compusă de Dorado Schmitt, care apare și el în film.

## Receptare critică
Latcho Drom nu se rezumă la a prezenta diferențe culturale, merge mai departe și „creează o imagine a lumii așa cum nu s-a mai văzut”. Tony Gatlif a filmat în mai multe țări, iar distribuția a fost în mare parte formată din artiști romi. Criticul american de film Jonathan Rosenbaum a spus că este „un film fără naționalitate”. Este, de asemenea, un film ce nu poate fi încadrat într-un anumit gen: este musical, documentar, jurnal de călătorie, eseu etnografic, manifest pentru o viață liberă și cinematografie liberă.
Latcho Drom nu se aseamănă cu niciun alt film despre romi. O redare impresionistă a migrației romilor și a muzicii lor prin timp și spațiu, alcătuită dintr-o serie de interludii muzicale. Din sutele, poate chiar miile de personaje, se desprinde adevăratul personaj central: însuși poporul rom. Filmul este conceput sub forma unei călătorii din Orient spre Occident. Nuntașii din Rajasthan devin familia care pleacă spre Istanbul, apoi trupa care așteaptă trenul spre Ungaria. Scena din Rajasthan, cu trunchiurile copacilor aprinse de flăcări, evocă un trecut edenic. Tot ceea ce urmează apoi este o reacție la excludere și suferință. O bătrână din Slovacia cântă despre semenii ei care au pierit în Holocaust. Formația lăutărească Taraful Haiducilor cântă despre crimele lui Ceaușescu. Scena finală înfățișează o femeie plângând pe o colină în Spania, în fața unui peisaj urban dezolant, mai pustiu decât deșertul din Rajasthan. Latcho Drom ar putea fi considerat romantic și impresionist, pentru că nu cuprinde o analiză, ci doar prezintă cultura romă drept un fel de spiritualitate eternă. Însă, deși dialogurile lipsesc aproape cu desăvârșire, acest film reușește să exprime o realitate istorică concretă. Prin eludarea genurilor și a barierelor naționale, implică semnificații politice, „o călătorie sigură”.
Latcho Drom, prin forma vizuală și prin mesajul transmis, este un musical. Cântecele se succed alert în ritm de călătorie, iar peisajele și elementele de arhitectură sunt fotografiate în trecere pentru a sugera decoruri scenice imense. Luna plină, câmpurile învăluite în ceață, clădirile seculare sunt detalii dintr-un fundal mistic, veșnic în schimbare. În anumite scene, muzicienii romi, ca și cum ar auzi cu toții în același timp o chemare misterioasă, se înveselesc brusc, își iau instrumentele, ies din casele lor și formează orchestre populare spontane. Cele mai expresive momente sunt cele în care camera se retrage treptat de la o scenă, astfel încât cântecele transcend decorul și se transformă în bocete ridicate spre cer. Acest film este un poem cinematografic oarecum haotic al culturii rome. Uneori, exprimarea verbală este mai greu de receptat, deoarece sunt subtitrate doar cuvinte cheie din cântece și nu putem identifica exact locul unde se petrece fiecare întâmplare. Muzicienii din film nu sunt identificați decât într-o secvență finală care aduce și mai multă confuzie. Astfel, potrivit criticului de la The New York Times, „cu o documentare și editare mai exacte, filmul ar fi putut fi o simfonie”.
Este un jurnal de călătorie muzical, care însumează migrația de 1000 de ani a romilor prin dans și muzică, film distins cu un premiu special acordat de National Society of Film Critics in the United States.
„O poveste fascinantă și o celebrare a simțurilor”, romii rămân intrușii într-o lume tot mai tehnologizată și absorbită de material, păstrători ai tradiției și ai spiritualității lor ancestrale.
Într-un sondaj realizat de The Guardian, muzicieni celebri (Anna Calvi, Neil Tennant, Nadine Shah, Wayne Coyne, Nitin Sawhney și Anna Meredith) au ales filmele lor muzicale preferate, printre care s-a aflat și Latcho Drom.